# Halmstad
Halmstad kikötő-, egyetem-, valamint iparváros Svédország nyugati partján a Nissan folyó tölcsértorkolatánál. Halland megye és Halmstad község székhelye. Lakossága 55 688 fő.

## Történelem
Halmstad városa 1307-ben kapta meg a városi rangot. Ennek 700 éves évfordulóját 2007-ben ünnepelte a város.
Maradványok szerint a várost Övrabynél a Nissan folyó felső szakaszán alapították, eléggé közel a katonai
épületekhez. A templom maradványai mind a mai napig láthatók egy kihalt téglagyár és egy korábbi szemétlerakó között.
A város 1320-ban költözött mai helyére. Abban az időben már két kolostor is volt a városban de a 15-ik
században megépült a Szent Nikolai templom is. Halland a történelem során számos csata és ostrom helyszíne volt.
A Kalmari unió alatt - amely egy perszonálunió volt Svédország, Dánia és Norvégia között - Halmstadban lett végleg megválasztva a király.
A 16-ik század végén IV. Keresztély dán király elrendelte a város megerősítését. A 17-ik században megépült egy
sarló alakú erőd, amely a Nissan folyóval együtt a védelem része volt.
1619 egy fontos dátum a város történelmében. Ez év márciusában II. Gusztáv Adolf svéd király és IV. Keresztély dán király a kastélyban találkozott egymással, ahol egy hétig ünnepelték az Älvsborg váltságdíj kifizetését.
Ugyanezen én augusztusában Halmstadot tűzvész sújtotta.
1645-ben a Brömsebroi békének köszönhetően a dán uralom megszűnt és Halmstad újra Svédországhoz tartozott. Az 1658-as Roskildei béke véglegesítette ezt.
Az első svédországi "Munka ünnepe demonstrációra" szintén ebben a városban került sor 1897-ben.
2007 szeptemberében a város adott otthont a Solheim kupának.

## Személyek
- Jonas Altberg (Basshunter)
- Per Gessle
- Thomas Petersson
- Jörgen Persson
- Fredrik Ljungberg

## Testvérvárosok
- Gentofte, Dánia
- Hangö, Finnország
- Stord, Norvégia